# 1899 County Championship
Navigation
Édition précédente Édition suivante
Le 1899 County Championship fut le dixième County Championship et se déroule du 1er mai au 6 septembre 1899. Le Surrey remporta le championnat pour la sixième fois, Middlesex terminant deuxième pour la deuxième saison consécutive. Worcestershire ont été admis au championnat, augmentant le nombre de comtés avec un statut de First-class à 15.

## Tableau final
Un point a été accordé pour une victoire et un point a été enlevé pour chaque défaite, donc:
- 1 pour une victoire
- 0 pour un match nul
- -1 pour une défaite

| Equipe                 | Pld | W  | L | D  | A | Pts | Fin | %Fin   |
| ---------------------- | --- | -- | - | -- | - | --- | --- | ------ |
| Surrey                 | 26  | 10 | 2 | 14 | 0 | 8   | 12  | 66.67  |
| Middlesex              | 18  | 11 | 3 | 4  | 0 | 8   | 14  | 57.14  |
| Yorkshire              | 28  | 14 | 4 | 10 | 0 | 10  | 18  | 55.56  |
| Lancashire             | 26  | 12 | 6 | 7  | 1 | 6   | 18  | 33.33  |
| Sussex                 | 22  | 7  | 5 | 10 | 0 | 2   | 12  | 16.67  |
| Essex                  | 20  | 6  | 6 | 8  | 0 | 0   | 12  | 0.00   |
| Warwickshire           | 20  | 4  | 5 | 11 | 0 | –1  | 9   | –11.11 |
| Kent                   | 20  | 6  | 8 | 5  | 1 | –2  | 14  | –14.29 |
| Gloucestershire        | 20  | 5  | 8 | 7  | 0 | –3  | 13  | –23.08 |
| Hampshire              | 20  | 4  | 8 | 8  | 0 | –4  | 12  | –33.33 |
| Nottinghamshire        | 16  | 2  | 4 | 10 | 0 | –2  | 6   | –33.33 |
| Worcestershire         | 12  | 2  | 5 | 5  | 0 | –3  | 7   | –42.86 |
| Leicestershire         | 18  | 2  | 8 | 8  | 0 | –6  | 10  | –60.00 |
| Somerset               | 16  | 2  | 8 | 6  | 0 | –6  | 10  | –60.00 |
| Derbyshire             | 18  | 2  | 9 | 7  | 0 | –7  | 11  | –63.64 |
| Source: CricketArchive |     |    |   |    |   |     |     |        |

### Résumé statistique
| Most runs | Most runs | Most runs          | Most runs       |
| Aggregate | Average   | Joueur             | Comté           |
| --------- | --------- | ------------------ | --------------- |
| 2,285     | 76.16     | K. S. Ranjitsinhji | Sussex          |
| 2,134     | 64.66     | Bobby Abel         | Surrey          |
| 1,798     | 64.21     | Tom Hayward        | Surrey          |
| 1,694     | 56.46     | Charlie Townsend   | Gloucestershire |
| 1,584     | 41.68     | Johnny Tyldesley   | Lancashire      |
| Source:   |           |                    |                 |

| Most wickets | Most wickets | Most wickets   | Most wickets    |
| Aggregate    | Average      | Joueur         | Comté           |
| ------------ | ------------ | -------------- | --------------- |
| 146          | 15.69        | Albert Trott   | Middlesex       |
| 129          | 15.66        | Wilfred Rhodes | Yorkshire       |
| 125          | 18.93        | Arthur Paish   | Gloucestershire |
| 112          | 17.12        | Walter Mead    | Essex           |
| 112          | 18.77        | Bill Bradley   | Kent            |
| Source:      |              |                |                 |